# Eugène Varlin
Eugène Louis Varlin (Claye-Souilly, 5 ottobre 1839 – Parigi, 28 maggio 1871) è stato un politico francese.
Segretario della I Internazionale, fu tra i protagonisti della Comune di Parigi, per la quale diede la vita.

## Biografia
Nato in una povera famiglia di contadini, Varlin apprese a Parigi il mestiere di rilegatore e aderì alle idee di Proudhon. Nel 1857 partecipò alla fondazione della società di mutuo soccorso dei rilegatori, animandone gli scioperi che questa categoria proclamò nel 1864 e nel 1865. Creò anche la società di risparmio di mutuo credito degli artigiani rilegatori.
Varlin aderì nel 1865 alla I Internazionale con il fratello Louis e con Nathalie Lemel, e partecipò ai congressi di Londra, dove conobbe Marx, e di Ginevra, difendendo il diritto al lavoro delle donne, contestato dai proudhoniani. Con la Lemel e altri operai creò nel 1867 la cooperativa La Ménagère e nel 1868, in forma cooperativa, aprì il ristorante La Marmite. Partecipò nel 1869 al IV Congresso dell'Internazionale tenuto a Basilea e si pronunciò a favore della collettivizzazione della terra. Il 14 novembre fu tra i fondatori della Federazione parigina delle società operaie, primo nucleo della futura Confederazione generale del lavoro. Più volte arrestato per la sua attività sindacale, vietata dal regime, Varlin costituì le sezioni dell'Internazionale a Lione, a Le Creusot e a Lilla.

Eugène Varlin by Vallotton.

Alla fine dell'aprile del 1870 dovette fuggire in Belgio per sottrarsi all'arresto della polizia del Secondo Impero, che cadde il 4 settembre. Tornato a Parigi, Varlin fece parte del Comitato centrale dei venti arrondissement municipali e poi, comandante del 193º battaglione, del Comitato centrale della guardia nazionale. Segretario della sezione francese al Consiglio dell'Internazionale, l'8 febbraio 1871 si candidò come socialista rivoluzionario alle elezioni dell'Assemblea nazionale ma non venne eletto.
Partecipò all'insurrezione di Parigi del 18 marzo e il 26 marzo fece parte del Consiglio della Comune entrando nella commissione Finanze e poi alla Sussistenza. Votò contro l'istituzione del Comitato di salute pubblica. Durante la settimana di sangue si oppose invano alla fucilazione degli ostaggi in rue Haxo e prese parte ai combattimenti nel quartiere di Belleville. Quando, il 28 maggio, ogni resistenza dei comunardi era ormai cessata, fu riconosciuto da un prete in rue Lafayette e segnalato ai soldati di Versailles che prima lo linciarono e poi lo fucilarono.
Gli sono dedicate una scuola elementare e una via di Parigi nel X arrondissement, una piazza a Lione, una via a Saint-Junien, nell'Haute-Vienne, e una scuola materna a Pierrefitte-sur-Seine.